# Самбірський медичний коледж
Самбірський фаховий медичний коледж — навчальний заклад, який розташований у м. Самбір (Львівська область), заснований в 1953 році. Перша назва — «Самбірська фельдшерська школа». У 2008 році Самбірське медичне училище отримало статус коледжу (повна назва: Вищий навчальний комунальний заклад Львівської обласної ради «Самбірський медичний коледж»)

## Історія
З метою удосконалення середньої медичної освіти у липні 1954 року середню медичну школу реорганізовано в Самбірське медичне училище.
1968 року розпочато добудову училища другий-четвертий поверхи, обладнано спортивне містечко для проведення занять з фізичного виховання. У грудні 1972 року здано в експлуатацію чотириповерхове приміщення училища.
У 1982 році побудовано практичний корпус училища на території Самбірської ЦРЛ.
В 1956 році започатковано підготовку медичних сестер, а в 1965 році — акушерок.
У зв'язку з відкриттям нової спеціальності «Фармація» у 2001 році, розпочато реконструкцію і добудову орендованого приміщення.
Першим директором фельдшерської школи було призначено лікаря Грицину Івана.
З 1954 по 1962 роки керівництво училищем здійснював Братчук Григорій. За час його роботи зміцнилася навчальна база, було укомплектовано штат досвідченими педагогами-лікарями.
За роки керівництва директора Шершньова Анатолія (1962—1967) було введено нову спеціальність — акушерська справа.
З 1967 по 1984 роки роботою училища керував Радевич Роман. Значно розширена навчально-матеріальна база і добудовано три поверхи головного корпусу, побудовано практичний корпус і спортивний майданчик училища. Стабілізовано кадровий склад працівників училища.
В 1984—1992 роки проводилась інтенсивна підготовка середнього медичного персоналу, директор училища — Бурий Ярослав.
З 1992 року Самбірське медичне училище очолює Ковальчук Любомир. За роки його керівництва значно поповнена навчально-матеріальна база. Переоформлено інтер'єр училища, всі навчальні кабінети та лабораторії. З 2001 року відкрита нова спеціальність «Фармація». У зв'язку з цим ведеться реконструкція і добудова орендованого приміщення. З ініціативи Любомира Маркіяновича відкрито музей історії училища.
Самбірський медичний коледж — це сучасний навчальний заклад, який крокує в ногу з життям, багатопрофільна медична школа, де здобувають гарт кваліфіковані медичні кадри для потреб охорони здоров'я XXI століття.
Коледж готує фахівців кваліфікації «молодший спеціаліст» відповідно до сучасних потреб і світових стандартів в органічному поєднанні з національною культурою, історією та народними традиціями України. Підготовка спеціалістів ведеться за напрямами «Медицина» та «Фармація» на спеціальностях «Лікувальна справа», «Акушерська справа», «Сестринська справа» та «Фармація».
Студенти мають змогу навчатися в теоретичному та практичному корпусах коледжу, в яких функціонують 24 навчальні кабінети та 8 лабораторій, обладнані згідно з сучасними вимогами тренажерами, фантомами, предметами догляду за пацієнтами, медичними інструментами і достатньо забезпечені робочими місцями.
Завершується добудова фармацевтичного корпусу, де будуть зосереджені кабінети і лабораторії спеціальності «Фармація».
До послуг студентів лінгафонний та комп'ютерні класи. Комп'ютери коледжу об'єднані в локальну мережу.
Планування та облік навчальної роботи здійснюється за допомогою комп'ютерних програм «Деканат», «Колоквіум», «Персонал».
Практичними навичками майбутні молодші медичні спеціалісти оволодівають в навчальних кабінетах практичного корпусу, тренажерному кабінеті, кабінетах доклінічної практики та відділеннях Самбірської ЦРЛ, а під час виробничої та переддипломної практики — на затверджених базах лікувально-профілактичних установ Львівської області.
Навчально-виховний процес забезпечують близько 100 викладачів, з яких 62 — штатних. З них: 28 викладачів вищої кваліфікаційної категорії, 11-ом присвоєно звання «викладач-методист» та 7-ом — «старший викладач».
В коледжі функціонує 12 циклових комісій і секція керівників груп.
За 50 років існування Самбірський фаховий медичний коледж дав путівку в життя 4010 медичним сестрам, 3785 фельдшерам, 1053 акушеркам. Перші 27 випускників спеціальності «Фармація» одержать диплом у ювілейному 2003—2004 навчальному році.
Засноване в 1953 році як фельдшерська школа Самбірський медичний коледж за 50 років, значно розширило свій статус, зміцнило матеріально-технічну базу. Колектив навчального закладу впевнено та цілеспрямовано добивається кінцевої мети — підготовки висококваліфікованих молодших медичних спеціалістів, людей з високими духовними та людськими цінностями.